# Rudolf Geiger (klimatolog)
Rudolf Oskar Robert Williams Geiger, född den 24 augusti 1894 i Erlangen, Tyskland, död den 22 januari 1981 i München, var en tysk meteorolog och klimatolog, som var en av de ledande pionjärerna inom mikroklimatologi.

## Biografi
Geiger kom från en familj av forskare. Hans far var indologen Wilhelm Geiger och hans bror fysikern Hans Geiger. Han gick på ett humanistiskt läroverk i Erlangen och studerade matematik vid universiteten i Erlangen och Kiel från 1912, med avbrott på grund av militärtjänst. År 1920 disputerade han i Erlangen med avhandlingen "Indische Geodäsie im Altertum und Mittelalter".

## Karriär
Efter att ha tagit sin doktorsexamen anställdes Geiger som assistent vid Institutet för fysik vid Tekniska universitetet i Darmstadt där han hittade sin väg till meteorologin. Från 1923 arbetade han som forskningsassistent vid meteorologiska avdelningen vid Forstliche Versuchsanstalt München, som tillhörde Bayerska statens väderobservatorium. År 1927 habiliterade han vid universitetet i München med en uppsats om klimatet i marknivåluftskiktet. Från 1937 till 1945 var han föreståndare för Meteorologiska-fysiska institutet vid Eberswalde Forest University. Under andra världskriget var han tillfälligt anställd som lärare för marina meteorologer. År 1948 blev han professor vid universitetets meteorologiska institut och skogsforskningsinstitutet i München. Där pensionerades han 1958 som professor emeritus, men även efter det fortsatte han att arbeta som forskare.

## Vetenskapligt arbete
Sedan 1923 hade Geiger samlat in omfattande mätdata genom systematiska experiment i bayerska skogar, särskilt om temperaturförhållandena i luftlager nära marken, om förändringarna i det befintliga klimatet, som en funktion av exponering och på markvegetationens påverkan på platsens klimat. Med dessa många år av skogsklimatiska utforskningar blev han en av de ledande pionjärerna inom mikroklimatologi.
Geiger sammanfattade de första resultaten av sina fältundersökningar i sin habiliteringsavhandling 1927. Den publicerades samma år som en bok under titeln Das Klima der bodennahen Luftschicht och blev efter några år ett av de internationella standardverken inom klimatologi. Boken, som också är didaktiskt exemplarisk, erbjuder maximal levande information och anses vara Geigers huvudsakliga vetenskapliga arbete. Geiger fortsatte att arbeta med denna lärobok om mikroklimatologi i flera årtionden och publicerade fundamentalt reviderade nya utgåvor 1942, 1950 och 1961. Översättningar på engelska, spanska och ryska finns också tillgängliga. Under 1900-talets andra hälft fick mikroklimatologin allt större betydelse i samband med miljöskyddsfrågor.
Geiger har publicerat ett flertal artiklar om mikroklimatet och om grundläggande frågor om klimatologi i meteorologiska tidskrifter och manualer. Han var också intresserad av världsklimatologi. Mellan 1930 och 1943 publicerade han tillsammans med Vladimir Peter Köppen en femvolyms Handbuch der Klimatologie och väggkartor över jordens klimat. Efter sin pensionering skapade han tolv nya skolväggskartor om klimatologi.